# Puchar Bośni i Hercegowiny w piłce siatkowej mężczyzn (2023/2024)
Puchar Bośni i Hercegowiny w piłce siatkowej mężczyzn 2023/2024 – 31. edycja rozgrywek o siatkarski Puchar Bośni i Hercegowiny (19. edycja z udziałem drużyn z Republiki Serbskiej) zorganizowana przez Związek Piłki Siatkowej Bośni i Hercegowiny (Odbojkaški savez Bosne i Hercegovine, OSBiH). Zainaugurowana została 6 lutego 2024 roku.
W Pucharze Bośni i Hercegowiny brały udział cztery kluby: finaliści Pucharu Federacji Bośni i Hercegowiny, tj. HOK Domaljevac i OK Kakanj 78, oraz finaliści Pucharu Republiki Serbskiej, tj. OK Radnik Bijeljina i OK Modriča Novoprom. Rozgrywki składały się z półfinałów oraz finału.
Finał odbył się 9 marca 2024 roku w hali sportowej szkolnego centrum fra Martina Nedicia (Školski centar fra Martina Nedića) w Orašje. Po raz drugi, jednocześnie drugi raz z rzędu, Puchar Bośni i Hercegowiny zdobył OK Radnik Bijeljina, który w finale pokonał HOK Magic Ice Domaljevac. Najlepszym zawodnikiem (MVP) finału wybrany został Adi Osmanović.

## System rozgrywek
W Pucharze Bośni i Hercegowiny w sezonie 2023/2024 uczestniczyły cztery drużyny: finaliści Pucharu Federacji Bośni i Hercegowiny oraz Pucharu Republiki Serbskiej. Rozgrywki składały się z półfinałów i finału. Nie był rozgrywany mecz o 3. miejsce.
Pary półfinałowe utworzone zostały według klucza:
- zdobywca Pucharu Federacji Bośni i Hercegowiny – finalista Pucharu Republiki Serbskiej,
- zdobywca Pucharu Republiki Serbskiej – finalista Pucharu Federacji Bośni i Hercegowiny.

W parach zespoły rozgrywały dwumecz. Gospodarzem pierwszego meczu był finalista pucharu regionalnego, natomiast drugiego – zdobywca pucharu regionalnego. Awans do finału uzyskała drużyna, która wygrała większą liczbę meczów. Jeżeli obie drużyny wygrały po jednym spotkaniu, o awansie decydowała liczba wygranych setów, a następnie liczba zdobytych małych punktów.
Zwycięzcy półfinałów grali jeden mecz finałowy o Puchar Bośni i Hercegowiny.

## Drużyny uczestniczące
W Pucharze Bośni i Hercegowiny w sezonie 2023/2024 uczestniczyły 4 drużyny: finaliści Pucharu Federacji Bośni i Hercegowiny oraz Pucharu Republiki Serbskiej.
| Puchar Federacji Bośni i Hercegowiny | Puchar Federacji Bośni i Hercegowiny |
| ------------------------------------ | ------------------------------------ |
| Zdobywca Pucharu                     | HOK Magic Ice Domaljevac             |
| Finalista                            | OK Kakanj 78                         |
| Puchar Republiki Serbskiej           |                                      |
| Zdobywca Pucharu                     | OK Radnik Bijeljina                  |
| Finalista                            | OK Modriča Novoprom                  |

## Rozgrywki

### Półfinały
|  | OK Radnik Bijeljina | 2 – 0 | OK Kakanj 78 |  |

| 7.02.2024 19:00 (UTC+1) | OK Kakanj 78 | 0:3 (22:25, 10:25, 16:25) raport | OK Radnik Bijeljina | Sportska dvorana KSC Kakanj, Kakanj Widzów: 200 Sędziowie: Siniša Ovuka i Armin Mujkić |

| 13.02.2024 19:00 (UTC+1) | OK Radnik Bijeljina | 3:0 (25:18, 25:17, 25:20) raport | OK Kakanj 78 | JU Gimnazija "Filip Višnjić", Bijeljina Widzów: 50 Sędziowie: Jasmin Husejnović i Predrag Pecikoza |

|  | HOK Magic Ice Domaljevac | 2 – 0 | OK Modriča Novoprom |  |

| 6.02.2024 17:00 (UTC+1) | OK Modriča Novoprom | 0:3 (27:29, 19:25, 18:25) raport | HOK Magic Ice Domaljevac | JU KSC, Modriča Widzów: 100 Sędziowie: Edin Begović i Miroslav Čolić |

| 14.02.2024 18:00 (UTC+1) | HOK Magic Ice Domaljevac | 3:1 (25:17, 24:26, 25:17, 25:16) raport | OK Modriča Novoprom | Školski centar fra Martina Nedića, Orašje Widzów: 80 Sędziowie: Slaviša Kuzmanović i Adnan Kološ |

### Finał
| 9.03.2024 19:00 (UTC+1) | HOK Magic Ice Domaljevac | 1:3 (17:25, 27:29, 25:18, 26:28) raport | OK Radnik Bijeljina | Školski centar fra Martina Nedića, Orašje Widzów: 600 Sędziowie: Mirza Bašić i Kristina Pantelić-Babić |